# レレバクタム
レレバクタム（英：Relebactam）は、抗生物質の効果を高めるために併用される化合物である。β-ラクタマーゼ阻害剤として 、細菌がβ-ラクタム系抗生物質を分解する能力を阻害する。米国において、レレバクタムはレレバクタム・イミペネム・シラスタチン（レカルブリオ）配合剤としての使用が承認されている。

## 関連記事
- アビバクタム